# St.-Dionysius-Kirche (Bad Fallingbostel)
Die St.-Dionysius-Kirche in Bad Fallingbostel ist ein klassizistischer Saalbau mit polygonalem Ostabschluss aus dem 19. Jahrhundert und einem später angefügten Westturm vom Beginn des 20. Jahrhunderts.

## Geografische Lage
Das nach dem christlichen Märtyrer Dionysius von Paris benannte Gotteshaus der evangelisch-lutherischen Kirchengemeinde der Kreisstadt in der Lüneburger Heide steht auf einer kleinen Anhöhe direkt in der Ortsmitte, wo Walsroder Straße, Soltauer Straße und Vogteistraße am Kirchplatz aufeinandertreffen. Bad Fallingbostel liegt an der Autobahn A 7 mit eigenem Anschluss zwischen Hamburg und Hannover und ist Bahnstation an der Heidebahn-Strecke Hannover – Soltau – Hamburg.

## Baugeschichte

### Vorgängerbau
Die heutige Kirche steht an der Stelle eines früheren, wahrscheinlich jahrhundertealten Gotteshauses. Im Jahre 1777 wurde die damalige Kirche bereits ein „altes Gebäude“ genannt, an dem ein runder, steingemauerter Turm stand.
Bereits im Jahre 1824 begannen die ersten Anregungen zum Bau einer neuen Kirche. Das alte Gotteshaus glich inzwischen – wie die Chronik vermerkt – „einer Ruine“. Außerdem war die Kirche für die größer gewordene Gemeinde zu klein geworden.

### Neubau
Am 12. Juni 1829 erfolgt die Grundsteinlegung zum Bau der neuen Kirche. Schon Anfang 1830 konnten die Innenausbauarbeiten vorgenommen werden, und am 21. November 1830 schließlich fand die feierliche Einweihung des neuen Gotteshauses statt. Im darauffolgenden Jahr installierte Hoforgelbaumeister Christian Bethmann aus Linden bei Hannover eine neue Orgel.
Im Holzglockenstuhl der alten Kirche läuteten weiterhin die Glocken. Aber bereits 1880 gründete sich ein Verein zum Bau eines Kirchturms, der 1903 in Angriff genommen wurde und ein Jahr später abgeschlossen werden konnte. Der alte Holzturm hatte nun seine Schuldigkeit getan. Aus einem alten Balken des Glockenstuhls ließ Bauleiter Schlöbcke einen Opferstock schnitzen, der im Turmeingang seinen Platz gefunden hat. Seine Inschrift vermerkt: Zweihundert Jahre in Wetter und Sturm trug ich die Glocken im Glockenturm. Nun muss ich in meinen alten Tagen ein Sammelbecken für Arme tragen. 1695–1904.
Kurz vor der 100-Jahr-Feier der Kirche wurde ein Neubau der Orgel notwendig. Die Orgelbauwerkstatt P. Furtwängler & Hammer aus Hannover baute das neue Werk mit 17 Registern ein. Die Orgel erhielt einen elektrisch angetriebenen Gebläsemotor zur Windversorgung. Das Glockengeläut erhielt einen elektrischen Antrieb.
Im Jahre 1954 wurde eine Grundrenovierungsmaßnahme an der Kirche vorgenommen. Nach Plänen von Professor Ernst Witt aus Hannover erhielt die Kirche einen neuen Farbanstrich. Seither schmückt ein neues Kruzifix aus Messing und Schmelzemaille, angefertigt in der Goldschmiedewerkstatt Bolze in Bremen, den Altar, zusammen mit dem Abbild des Abendmahls von Leonardo da Vinci. Letzteres wurde allerdings abgenommen und andernorts platziert.
Im Jahre 1962 erfolgte eine Außensanierung. Ein Brand im Luftschacht der Heizungsanlage richtete 1965 erheblichen Schaden an, der aber wieder behoben werden konnte.
Eine erneute Grundsanierung des Kircheninnern erfolgte im Jahre 1987. Hierbei fand man eine Grabplatte für ein Kind, die restauriert und im Turmbereich aufgestellt wurde.

## Baubeschreibung

### Gebäude
Der gelblich verputzte Kirchenbau wurde 1829/1830 nach dem Entwurf von Oberlandbaumeister Carl Friedrich Wilhelm Mithoff errichtet. Im Jahre 1904 wurde der Turm unter der Leitung des Königlichen Bauinspektors Eduard Schlöbcke aus Celle an das Gotteshaus angefügt.
Der Innenraum wird durch Holzstützen in drei Schiffe geteilt. Über dem mittleren befindet sich ein hölzernes Tonnengewölbe, und über den schmalen seitlichen, mit Emporen ausgerüstet, liegen flache Decken.
Die Ostwand ist gerade und mit einer großen Kanzel-Altar-Wand geschlossen. Gegenüberliegend befindet sich auf der Westempore die Orgel.
Die Ausstattung der Kirche ist einheitlich klassizistisch und stammt aus der Erbauungszeit.
Die Kirche ist durch den Turm-Haupteingang sowie vier Nebeneingänge zu betreten. Über dem Südportal befindet sich die Inschrift: Betet im Geist und in der Wahrheit unter Angabe der Bauzeit 1829 und 1830.

### Orgel
Die jetzige Orgel wurde in den aus der Erbauungszeit der Kirche stammenden Orgelprospekt am 5. Juni 1977 eingebaut. Das zweimanualige Werk mit 22 Registern entstammt der Berliner Orgelbauwerkstatt Karl Schuke.
| I Hauptwerk C–g3 |             |        |
| 1.               | Prinzipal   | 08′    |
| 2.               | Spillflöte  | 08′    |
| 3.               | Oktave      | 04′    |
| 4.               | Nachthorn   | 04′    |
| 5.               | Quinte      | 02 ⁄3′ |
| 6.               | Waldflöte   | 02′    |
| 7.               | Mixtur V–VI |        |
| 8.               | Dulcian     | 16′    |
| 9.               | Trompete    | 08′    |

| II Brustwerk C–g3 |                 |        |
| 10.               | Gedackt         | 08′    |
| 11.               | Rohrflöte       | 04′    |
| 12.               | Prinzipal       | 04′    |
| 13.               | Quinte          | 01 ⁄3′ |
| 14.               | Sesquialtera II |        |
| 15.               | Scharff III–IV  |        |
| 16.               | Krummhorn       | 08′    |
|                   | Tremulant       |        |

| Pedal C–f1 |                     |     |
| 17.        | Subbass             | 16′ |
| 18.        | Oktavbass           | 08′ |
| 19.        | Gedecktbass         | 08′ |
| 20.        | Choralbass          | 04′ |
| 21.        | Rauschpfeife III–IV |     |
| 22.        | Holzposaune         | 16′ |

- Koppeln: II/I, I/P, II/P.

### Glocken
Die jetzigen vier Bronzeglocken wurden im Jahre 1982 neu beschafft. Die zwei Läuteglocken hängen in der Glockenstube des Turms, sie klingen mit den Schlagtönen fis′ und a′. Die fis-Glocke wurde 1950 von der Bamberger Gießerei Lotter gegossen und 1982 gebraucht erworben; die andere Läuteglocke goss die Glockengießerei Bachert im Jahr 1982. Die beiden Uhr-Schlagglocken der Glockengießerei Rincker aus dem Jahr 1989 mit den Tönen fis″ und a″ sind an der unteren Turmspitze äußerlich sichtbar angebracht.
Die bisherigen Gussstahlglocken stellte man vor dem Turmeingang auf. Auf ihnen befinden sich neben der Angabe des Gussjahres 1923 die aussagekräftigen und auf den Verbleib der früheren Glocken im Ersten Weltkrieg anspielenden Inschriften: Dem großen Kriege fiel zur Beute der alten Glocken schön Geläute – Nun wollen wir hier neu erklingen als Gottes Ruf ins Herz euch dringen.

## Kirchspiel Fallingbostel
Das Kirchspiel Fallingbostel wurde als parochia Valingborstle im Jahre 1293 erstmals urkundlich erwähnt. Das Gründungsdatum der Kirche dürfte aber schon weit früher liegen. Damals gehörte der Ort zum Archidiakonat Ahlden (Aller) des Bistums Minden innerhalb des Erzbistums Köln.
Als zwischen 1525 und 1529 Herzog Ernst der Bekenner in seinem Fürstentum die Reformation einführte, nahm auch die Fallingbosteler Kirchengemeinde das lutherische Bekenntnis an. Die Lüneburger Kirchenordnung des Herzogs Friedrich aus dem Jahre 1643 gilt noch heute.
Die Kirchenbücher von Bad Fallingbostel reichen lediglich bis zum Jahre 1784 zurück. Die älteren Bücher wurden bei einem Pfarrhausbrand vernichtet.
Zum Kirchspiel Bad Fallingbostel gehören heute außer dem Kernstadtgebiet noch die Ortschaften Vierde und Riepe sowie die Orte Elferdingen, Kroge und Wenzingen (bis 2019 Gebiet der Gemeinde Bomlitz, seither Stadt Walsrode), außerdem Oerbke (Gemeindefreier Bezirk Osterheide) und Tietlingen (Stadt Walsrode). Von Bad Fallingbostel aus wird seit 2002 auch die Gemeinde der Friedenskirche (Bommelsen) (bis 2019 Gebiet der Gemeinde Bomlitz, jetzt Stadt Walsrode) pfarramtlich mitbetreut.
Im Erbauungsjahr der Kirche zählte das Kirchspiel Fallingbostel 1498 Gemeindeglieder. Damals gehörte die Kirchengemeinde zur Inspektion Ahlden-Walsrode (mit Sitz in Düshorn) und lag in der Generaldiözese Lüneburg-Celle des Fürstentums Lüneburg (mit Sitz in Celle). Sie war dem Königlichen Konsistorium in Hannover unterstellt.
Im Jahre 2002 gehörten 5598 Gemeindeglieder zum Kirchspiel Bad Fallingbostel, das Teil des Kirchenkreises Walsrode (von 1947 bis 1962 war Fallingbostel zwischenzeitlich Sitz der Superintendentur) im Sprengel Lüneburg der Evangelisch-lutherischen Landeskirche Hannovers ist. Für das Jahr 2011 werden 4912 Gemeindemitglieder angegeben.

## Pastoren/-innen
Nach dem Zweiten Weltkrieg wurden zunächst Hilfsgeistliche für den seelsorgerlichen Dienst im Internierungslager Fallingbostel-Oerbke, dann auch noch zusätzlich zur Verstärkung des Pfarramtes eingesetzt. Seit 1952 gibt es eine zweite Pfarrstelle.
| von  | bis  | Name                              |
| ---- | ---- | --------------------------------- |
| 1802 |      | Johann Georg Förtsch              |
| 1802 | 1837 | Christian Weinlig                 |
| 1837 | 1863 | Wilhelm Christian Wöhrmann        |
| 1863 | 1883 | Johann Christian Ernst Blumenthal |
| 1883 | 1891 | Adolph Brauer                     |
| 1892 | 1908 | Johannes Knoke                    |

| von  | bis  | Name                              |
| ---- | ---- | --------------------------------- |
| 1909 | 1924 | Heinrich Münchmeyer               |
| 1924 | 1932 | Karl Hustedt                      |
| 1932 | 1962 | Friedrich Schrader                |
| 1947 | 1949 | Joachim Neddenriep                |
| 1949 | 1950 | Alfred Männel                     |
| 1950 | 1952 | Walther Schultz                   |
| 1953 | 1971 | Johannes Künkel                   |
| 1963 | 1968 | Jürgen Wilkening                  |
| 1968 | 1978 | Udo Dongowski                     |
| 1971 | 1995 | Hans Schrader                     |
| 1979 | 1988 | Martin Zieger                     |
| 1989 | 1995 | Ulrich Tietze                     |
| 1995 | 1996 | Axel Stahlmann                    |
| 1995 | 2013 | Friedel Fischer                   |
| 1996 | 2002 | Anette Baden Ratz, Christian Ratz |

| von  | bis  | Name              |
| ---- | ---- | ----------------- |
| 2002 | 2011 | Bernd Brauer      |
| 2011 | 2013 | Florian Schwarz   |
| 2013 | 2017 | Silke Kuhlmann    |
| 2014 | 2016 | Torsten Schoppe   |
| 2017 | 2020 | Heike Burkert     |
| 2017 | 2022 | Peter Gundlack    |
| 2022 |      | Friederike Wöhler |
| 2023 |      | Manuel Ziggel     |

Anmerkungen
1. ↑  Der Geistliche stirbt zehn Tage nach seiner Einführung. Evangelisch-lutherische St.-Dionysius-Kirche in Bad Fallingbostel 1830–2005. 175 Jahre Kirchengebäude. Geschichte und Gegenwart. Bad Fallingbostel 2005, S. 44.
2. ↑  Seit 1947 auch Superintendent.
3. ↑  Landesbischof der Evangelisch-Lutherischen Landeskirche Mecklenburgs in Schwerin während der nationalsozialistischen Zeit.
4. ↑  Sohn von Friedrich Schrader (s. o.), Pfarrer von 1932 bis 1962.
5. 1 2  Der Kirchenvorstand. In: kirche-fallingbostel.de. Archiviert vom Original (nicht mehr online verfügbar) am 5. August 2016; abgerufen am 14. April 2022.
6. ↑  Heike Burkert: „Kirche mit mir“ – Wahl des Kirchenvorstandes am 11. März 2018. In: kirche-fallingbostel.de. Archiviert vom Original (nicht mehr online verfügbar) am 19. Dezember 2017; abgerufen am 14. April 2022.
7. ↑  Kontakte in unserer Kirchengemeinde. Ev.-luth. St. Dionysius Kirchengemeinde Bad Fallingbostel. In: kirche-fallingbostel.de, abgerufen am 14. April 2022.